# Лос-Аламос (Чилі)
Лос-Аламос (ісп. Los Álamos) — місто в Чилі. Адміністративний центр однойменної комуни. Населення — 13 035 осіб (2002). Місто і комуна входить до складу провінції Арауко і регіону Біобіо.
Територія комуни — 599,1 км². Чисельність населення — 20 185 жителів (2007). Щільність населення — 33,69 чол./км².

## Розташування
Місто розташоване за 95 км на південний захід від адміністративного центру області — міста Консепсьйон та за 16 км на схід від адміністративного центру провінції — міста Лебу.
Комуна межує:
- на півночі — з комуною Куранілауе
- на сході — з комуною Анголь
- на півдні — з комуною Каньєте
- на заході — з комуною Лебу

На південному заході комуни розташований Тихий океан.

## Демографія
Згідно з даними, зібраними під час перепису Національним інститутом статистики, населення комуни становить 20 185 осіб, з яких 10 270 чоловіків та 9915 жінок.
Населення комуни становить 1,02 % від загальної чисельності населення регіону Біобіо. 10,38 % належить до сільського населення та 89,62 % — міське населення.

### Найважливіші населені пункти комуни
- Лос-Аламос (місто) — 13 035 мешканців
- Антигуала (селище) — 3359 мешканців